# 日托米尔波利西亚足球俱乐部
日托米尔波利西亚足球俱乐部（烏克蘭語：Футбольний клуб «Полісся» Житомир）是乌克兰的一家足球俱乐部，主场位于日托米爾州的日托米爾市。该俱乐部在烏克蘭足球甲級聯賽2022-23赛季后晋级至烏克蘭足球超級聯賽参赛。